# 鈍菱瘤蝽
鈍菱瘤蝽（学名：Amblythyreus gestroi）为獵蝽科菱瘤蝽屬下的一个种。